# Volta a Suïssa 1963
La Volta a Suïssa 1963 fou la 27a edició de la Volta a Suïssa. Aquesta edició es disputà del 13 al 19 de juny de 1963, amb un recorregut de 1.237 km distribuïts en 7 etapes. La sortida fou a Zúric, mentre l'arribada fou a Bremgarten.
El vencedor final fou l'italià Giuseppe Fezzardi, que s'imposà amb més de tres minuts i mig sobre el suís Rolf Maurer i més de quatre sobre el també suís Attilio Moresi. Maurer guanyà la classificació dels punts i de la muntanya, mentre la classificació per equips fou pel Cynar.

## Etapes
| Etapa | Data       | Recorregut                              | Km  | Vencedor d'etapa              | Líder de la general     |
| ----- | ---------- | --------------------------------------- | --- | ----------------------------- | ----------------------- |
| 1ª    | 13 de juny | Zúric - Sankt Gallen                    | 180 | Italo Zilioli (ITA)           | Italo Zilioli (ITA)     |
| 2ª    | 14 de juny | Sankt Gallen - Celerina/Schlarigna      | 197 | Loris Guernieri (ITA)         | Loris Guernieri (ITA)   |
| 3ª-1ª | 15 de juny | Celerina/Schlarigna - Lugano            | 131 | José Martín Colmenarejo (ESP) | Giuseppe Fezzardi (ITA) |
| 3ª-2ª | 15 de juny | Lugano - Lugano                         | 71  | Ernesto Bono (ITA)            | Giuseppe Fezzardi (ITA) |
| 4ª    | 16 de juny | Mendrisio - Campo dei Fiori (ITA) (CRI) | 38  | Attilio Moresi (SUI)          | Giuseppe Fezzardi (ITA) |
| 5ª    | 17 de juny | Intra (ITA) - Les Diablerets            | 237 | Kurt Gimmi (SUI)              | Giuseppe Fezzardi (ITA) |
| 6ª    | 18 de juny | Les Diablerets - Burgdorf               | 187 | Freddy Eugen (DEN)            | Giuseppe Fezzardi (ITA) |
| 7ª    | 19 de juny | Burgdorf - Bremgarten                   | 196 | Klaus Bugdahl (RFA)           | Giuseppe Fezzardi (ITA) |

## Classificació final
|    | Ciclista                      | Equip          | Temps       |
| -- | ----------------------------- | -------------- | ----------- |
| 1  | Giuseppe Fezzardi (ITA)       | Cynar          | 35h 20' 49" |
| 2  | Rolf Maurer (SUI)             | Cynar          | + 3'34"     |
| 3  | Attilio Moresi (SUI)          | Cynar          | + 4' 09"    |
| 4  | Kurt Gimmi (SUI)              | Carpano        | + 4' 21"    |
| 5  | Ernesto Bono (ITA)            | San Pellegrino | + 4' 40"    |
| 6  | Italo Zilioli (ITA)           | Carpano        | + 8' 36"    |
| 7  | Robert Hagmann (SUI)          | Tigra          | + 11' 05"   |
| 8  | Alberto Marzaioli (ITA)       | San Pellegrino | + 11' 24"   |
| 9  | Klaus Bugdahl (RFA)           | Torpedo        | + 11' 31"   |
| 10 | José Martín Colmenarejo (ESP) | Faema          | + 12' 04"   |